# Fort Laramie
Fort Laramie è un comune (town) degli Stati Uniti d'America della contea di Goshen nello Stato del Wyoming. La popolazione era di 230 abitanti al censimento del 2010. La cittadina prende il nome dallo storico Fort Laramie, un'importante tappa sulle piste Oregon, California e Mormoni, nonché punto d'incontro per varie escursioni militari e trattative. Il vecchio forte si trovava a sud della città, oltre il fiume North Platte, alla foce del fiume Laramie.

## Geografia fisica
Fort Laramie è situata a 42°12′48″N 104°31′02″W (42.213233, -104.517123).
Secondo lo United States Census Bureau, ha un'area totale di 0,27 mi² (0,70 km²).

## Storia
Tra il 1860 e il 1861 Fort Laramie servì come stazione del Pony Express.

## Società

### Evoluzione demografica
Secondo il censimento del 2010, la popolazione era di 230 abitanti.

### Etnie e minoranze straniere
Secondo il censimento del 2010, la composizione etnica della città era formata dal 91,7% di bianchi, lo 0,0% di afroamericani, l'1,3% di nativi americani, lo 0,0% di asiatici, lo 0,0% di oceaniani, il 3,9% di altre razze, e il 3,0% di due o più etnie. Ispanici o latinos di qualunque razza erano il 5,7% della popolazione.